# Orientogomphus aemulus
Orientogomphus aemulus – gatunek ważki z rodziny gadziogłówkowatych (Gomphidae).